# Alfredo Sá
Alfredo Sá foi um político brasileiro.
Nascido em Teófilo Otoni, município brasileiro no interior do estado de Minas Gerais, em 11 de dezembro de 1878, Alfredo Prates de Sá – mais conhecido como Alfredo Sá – foi governador do Amazonas, de 1924 a 1926, e prefeito de sua cidade natal, Teófilo Otoni, de 1940 a 1945.

## Biografia
Filho do coronel Carlos Oliveira de Sá, senador estadual em Minas Gerais entre os anos de 1895 e 1898, além de chefe situacionista na cidade de Teófilo Otoni, e de Deolinda Arabela Prates de Sá, Alfredo Sá formou-se bacharel em Direito pela Faculdade de Direito de Minas Gerais no ano de 1901. Já entre os anos de 1919 e 1922, foi promotor público, juiz de direito e consultor jurídico da Secretaria de Agricultura de Minas Gerais.
Ainda em 1922, Sá ingressou como membro do Senado Estadual, preenchendo a posição deixada pelo político Manuel Tomás de Carvalho Brito. Renunciou, entretanto, no mesmo ano, ao mandato a fim de se apossar do cargo de chefia de polícia – que ficou até 1924. Em 2 de dezembro, ainda de 1924, foi nomeado como o interventor federal, governador, do estado do Amazonas – posição que permaneceu até janeiro de 1926.
Quando voltou à Minas Gerias, Sá foi eleito vice-presidente do estado, ao lado de Antônio Carlos Ribeiro de Andrada, presidente da chapa – que governou entre 1926 e 1930. Foi no mandato de Ribeiro de Andrada que foi instituído o voto secreto em Minas Gerais. Além de vice-presidente, voltou à antiga posição de senador estadual, cumprindo mandato de 1927 a 1934.
Na década de 30, sofreu grandes reviravoltas em sua vida. Devido à vitória da Revolução e a deposição de Washington Luís, teve o decreto de sua nomeação como ministro do Superior Tribunal Militar (STM) revogada. E, em 1934, quando foi promulgada a nova Constituição, Sá deu inicio a uma ação contra o Estado para buscar reparação dos danos subsequentes de sua exoneração do cargo. Mas, ao ser nomeado como serventuário de justiça no Distrito Federal, acabou por desistir de lutar contra o governo federal.
Já em 1940, de volta à Teófilo Otoni, assumiu a prefeitura da cidade até 1945, quando foi eleito deputado por Minas Gerais, pelo PSD (Partido Social Democrático). Seu mandato de deputado foi exercido até 1950.
Alfredo Sá faleceu em sua cidade natal no dia 12 de julho de 1960.